# LV. Armeekorps
LV. Armeekorps var en tysk armékår under andra världskriget. Kåren organiserades den 6 januari 1941.

## Operation Barbarossa

### Organisation
Armékårens organisation den 28 augusti 1941:
- 57. Infanterie-Division
- 295. Infanterie-Division

## Operation Bagration

### Organisation
Armékårens organisation den 18 april 1944:
- 292. Infanterie-Division
- 102. Infanterie-Division

## Slaget vid Kursk

### Organisation
Armékårens organisation den 7 juli 1943:
- 134. Infanterie-Division
- 110. Infanterie-Division
- 296. Infanterie-Division
- 339. Infanterie-Division

## Befälhavare
Kårens befälhavare:
- General der Infanterie Erwin Vierow  6 januari 1941-13 februari 1942
- Generalmajor Rudolf von Roman  14 februari 1942–9 mars 1943
- General der Infanterie Erich Jaschke  10 mars 1943–5 oktober 1943
- Generalleutnant Friedrich Herrlein  6 oktober 1943–1 januari 1944
- Generalleutnant Horst Großmann  1 januari 1944–1 maj 1944
- General der Infanterie Friedrich Herrlein  1 maj 1944–5 februari 1945
- Generalleutnant Kurt Chill  5 februari 1945-30 april 1945

Stabschef:
- Oberst Werner Wagner  1 januari 1941–1 februari 1944
- Oberst Johannes Hölz   1 februari 1944–1 oktober 1944
- Oberstleutnant Wolf von Frankenberg und Ludwigsdorf  1 november 1944–1 april 1945